# ボタンを外せ
「ボタンを外せ」（ボタンをはずせ）は、西城秀樹の22枚目のシングル。1977年9月5日にRCAから発売された。

## 解説
前作「セクシーロックンローラー」に続き、作詞は阿久悠、作曲は三木たかしである。本作がこのコンビによる最後の作品となった。
オリコンでは最高位12位（100位内19週）、14.0万枚のセールスだった。「情熱の嵐」から続いていたオリコンでの連続ベストテン入り記録（17作連続）が、本作でいったん途切れることになる。
第19回日本レコード大賞では、大賞候補曲としてノミネートされた。

## 収録曲
（全作詞：阿久悠／作曲・編曲：三木たかし）
1. ボタンを外せ
2. 悪魔のように愛したい

## この頃のできごと
- 1977年11月3日 - 第4回（この年2回目）となる日本武道館でのリサイタルを開催した。
- 1977年11月20日 - NHK『ビッグショー』に出演（タイトル「若さを誇らしく思う時に」）、TBS系『花吹雪はしご一家』で共演した森光子がゲスト出演した。

## 収録アルバム
- 『ブーツをぬいで朝食を』